# طاهرآباد علیا
طاهرآباد علیا روستایی در دهستان پساکوه بخش زاوین شهرستان کلات استان خراسان رضوی ایران است.

## جمعیت
بر پایه سرشماری عمومی نفوس و مسکن در سال ۱۳۹۵ جمعیت این روستا ۴۶ نفر (در ۱۱ خانوار) بوده‌است.